# Mojo Rawley
Dean Jonathan Muhtadi (* 17. Juli 1986 in Alexandria, Virginia, Vereinigte Staaten), besser bekannt unter seinem Ringnamen Mojo Rawley, ist ein US-amerikanischer Wrestler und ehemaliger American-Football-Spieler auf der Position des Defensive Lineman. Er stand zuletzt bei WWE unter Vertrag. Sein bislang größter Erfolg war der Sieg in der André-the-Giant-Memorial-Battle-Royal bei WrestleMania 33 am 2. April 2017.

## Karriere im American Football

### Anfänge / College
Muhtadi spielte zunächst für vier Jahre im American-Football-Team der T. C. Williams High School und besetzte dabei diverse Positionen auf dem Feld. Dabei übte er auch die Rolle als Punter aus, wobei er mit einem 76 Yards langen Punt gegen die West Springfield High School den Rekord seiner Schule brach.
In den Jahren 2004 und 2005 spielte Muhtadi für die Christopher Newport University in Newport News, Virginia. Nachdem er an Pfeiffer-Drüsenfieber erkrankt war, verpasste er seine komplette erste Saison und wurde im zweiten Jahr auf den Positionen der Defensive Line aufgestellt. Anschließend wechselte er zur University of Maryland in College Park, Maryland, wo er ein Stipendium und eine Position als Starter in deren American-Football-Team Maryland Terrapins erhielt. 2008 erzielte er die drittmeisten Sacks für die Terrapins und wurde zum zweiten Spieler seines Teams in den vorangegangenen 15 Jahren, der alle Positionen der Defensive Line in einem Spiel bekleidete.

### NFL
Am 4. Mai 2009 wurde Muhtadi im Anschluss an den NFL Draft 2009 von den Green Bay Packers, einem Team der National Football League, als Undrafted Free Agent unter Vertrag genommen, nachdem er sich in einem Trainingslager als einer der drei besten unter den 25 Teilnehmern ausgezeichnet hatte. In einem Spiel der Saisonvorbereitung am 3. September 2009 gegen die Tennessee Titans erzwang er einen Ballverlust des gegnerischen Teams, der zu einem Touchdown des eigenen führte. Am darauffolgenden Tag wurde er jedoch nicht in den Kader seines Teams für die kommende NFL-Saison berufen.
Am 20. Januar 2010 unterzeichnete er stattdessen einen Vertrag bei den Arizona Cardinals. Während eines Trainingslagers in der Saisonvorbereitung zog sich Muhtadi eine Verletzung zu und wurde daher auf die Injured Reserve List für die folgende Saison gesetzt.

## Karriere im Wrestling

### NXT
Muhtadi benötigte eine 18 Monate lange Pause, um sich von verschiedenen Verletzungen zu erholen. In der Folge lehnte er Angebote, in die NFL zurückzukehren ab und unterzeichnete 2012 stattdessen einen Vertrag bei der Wrestling-Promotion WWE. Er wurde bei der Entwicklungs-Liga NXT Wrestling eingesetzt und erhielt den Ringnamen Mojo Rawley. Sein erstes Match absolvierte er am 30. August 2012 bei einer Houseshow von NXT, als er Dante Dash besiegen durfte. Am 2. Mai 2013 debütierte er als Teilnehmer einer Battle Royal in den TV-Shows.
Im Juli 2014 bestritt Muhtadi mit Bull Dempsey als Partner ein Tag-Team-Turnier, dessen Sieger neue Herausforderer auf die NXT Tag Team Championship wurden. Allerdings schieden sie bereits in der ersten Runde gegen The Vaudevillains, bestehend aus Aiden English und Simon Gotch, aus dem Turnier aus. Anschließend bestritt er eine Fehde gegen Dempsey, dem er in einem Match bei der NXT-Großveranstaltung NXT TakeOver: Fatal-4-Way am 11. September 2014 unterlag.
Ab Mai 2015 bildete er mit Zack Ryder das Tag Team The Hype Bros. Im August und September 2015 nahmen sie an einem als Dusty Rhodes Tag Team Classic bezeichneten Turnier für Tag Teams teil. Dabei besiegten sie in der ersten Runde Alexander Wolfe und Kona Reeves, schieden jedoch im Viertelfinale durch Chad Gable und Jason Jordan aus.
Anschließend wurde sein Partner Ryder jedoch überwiegend wieder im Hauptroster eingesetzt, womit Muhtadi seine Matches bei NXT alleine oder mit alternativen Partnern (unter anderem Alex Riley und Hugo Knox) absolvieren musste.

### Hauptroster

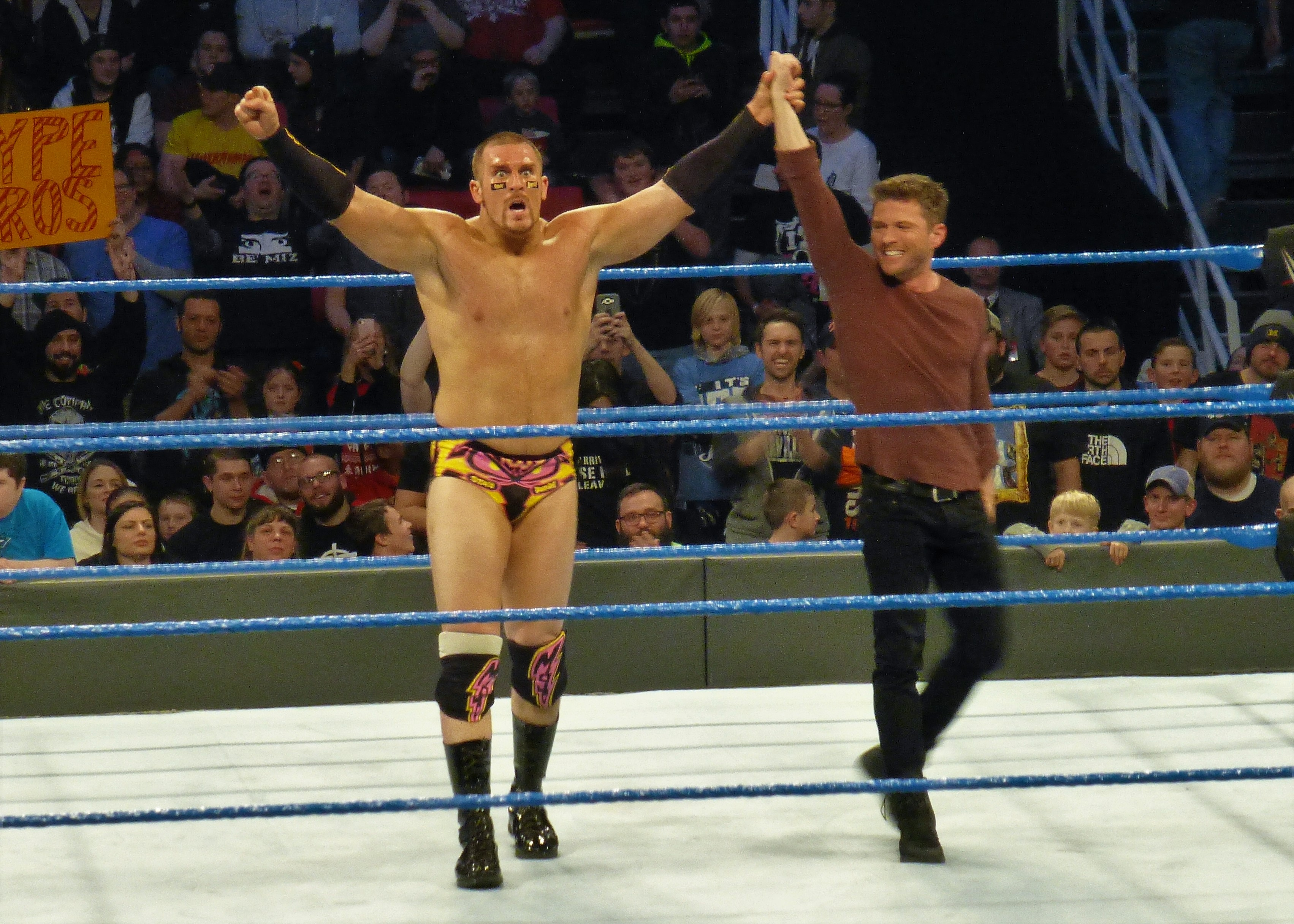
Mojo Rawley (l.) mit Schauspieler Ryan Phillippe im Dezember 2016.

Am 19. Juli 2016 wurde Muhtadi im WWE Draft, der erstmals seit 2011 wieder veranstaltet wurde, an 57. Stelle zu SmackDown Live berufen und stieg damit ins Hauptroster auf. Sein Debüt absolvierte er am 24. Juli 2016 bei der Großveranstaltung Battleground, als er Ryder, der nach einem für ihn erfolglosen Match um die WWE United States Championship gegen Titelträger Rusev weiterhin von diesem attackiert worden war, zu Hilfe kam. Sein erstes Match bestritt er zwei Tage später bei SmackDown Live. Anschließend bildete er zusammen mit Ryder erneut das Tag Team The Hype Bros.
Ab Ende August 2016 erhielten die beiden mit der Teilnahme an einem Turnier die Chance auf die im Zuge des zurückgekehrten Rostersplits neu eingeführte WWE SmackDown Tag Team Championship. In der ersten Runde konnten sie The Vaudevillains besiegen, wurden allerdings im Halbfinale durch Heath Slater und Rhyno eliminiert. Bei Backlash am 11. September 2016 erhielten sie eine weitere Chance auf den Finaleinzug, unterlagen jedoch erneut, diesmal dem Team The Usos (Jey Uso und Jimmy Uso). Bei der Survivor Series am 20. November 2016 nahmen sie im Team SmackDown Live an einem Survivor-Series-Tag-Team-Match teil, in dem sie durch Karl Anderson und Luke Gallows eliminiert wurden.
Nach dem Sieg in einer Battle Royal am 13. Dezember 2016 bei SmackDown Live sollte das Team eine Chance auf die WWE SmackDown Tag Team Championship erhalten. Dazu kam es jedoch nicht, da Zack Ryder in diesem Match einen Riss der Patellarsehne erlitten hatte und deshalb für mehrere Monate pausieren musste. Aus diesem Grund bestritt Muhtadi in der folgenden Zeit wieder vermehrt Einzel-Matches. Unter anderem nahm er bei der Großveranstaltung Royal Rumble am gleichnamigen Match teil, aus dem er an zweiter Stelle durch Braun Strowman schied.
Bei WrestleMania 33 am 2. April 2017 nahm er an der vierten André-the-Giant-Memorial-Battle-Royal teil. Dabei konnte er Bo Dallas, Dolph Ziggler, Killian Dain sowie – mithilfe des American-Football-Spielers Rob Gronkowski, der in der ersten Zuschauerreihe saß und in den Ring gestürmt war – Jinder Mahal eliminieren und sich den Sieg sichern, was seinen bis dahin größten Erfolg darstellt. Danach wurde er nur noch für kleinere Matches meistens abseits der TV-Shows eingesetzt, trotz immer wieder neuerer Gimmick Überarbeitungen, wird Rawley kaum für größere Matches eingesetzt.
Am 31. Dezember 2019 gewann er von R-Truth die WWE 24/7 Championship, diesen verlor er jedoch in der gleichen Nacht wieder zurück an ihn. Am 13. Januar 2020 gewann er erneut den WWE 24/7 Championship von R-Truth. Die Regentschaft hielt 4 Tage und verlor den Titel bei einem WWE Live Event gegen Truth, jedoch gewann er diesen in der gleichen Nacht zurück. Am 18. Januar 2020 verlor er den Titel erneut gegen Truth, konnte ihn jedoch wieder gewinnen. Am 19. Januar 2020 verlor er den Titel erneut gegen Truth, konnte ihn jedoch wieder gewinnen. Am 27. Januar 2020 verlor er den Titel nachdem er von R-Truth, als Cheeseburger verkleidet gepinnt wurde. Den Titel konnte er sich jedoch wieder schnell zurückholen. Am 10. Februar 2020 verlor er dann den Titel an Riddick Moss. Am 4. April 2020 gewann er den Titel von R-Truth. Den Titel verlor er jedoch wieder einen Tag später an Rob Gronkowski. Am 15. April 2021 wurde er von der WWE entlassen.

## Erfolge
- World Wrestling Entertainment

- Gewinner der André-the-Giant-Memorial-Battle-Royal (2017)
- 7× WWE 24/7 Championship